# Selle algérien
Le selle algérien est une race de chevaux originaire d'Algérie, en cours de caractérisation. Elle provient de croisements réguliers entre le Barbe et des chevaux lourds d'origine française. 

## Histoire
Le Selle algérien est une race dont la caractérisation est très récente, puisque sa première description en Algérie remonte, selon le doctorant en génétique équine Mohammed El Amine Benhamadi, à un ouvrage de l'éleveur de chevaux Barbe et juge international Ahmed Rayane, publié en 2015,. D'après Benhamadi, cette race commence à être connue et décrite sur le terrain, ce qui constitue le motif de rédaction et de publication de sa thèse de caractérisation génétique soutenue en 2021 à l'Université de Tlemcen. Le Selle algérien n'est toutefois pas encore officiellement reconnu comme une race à part entière.

## Description
Le Selle algérien est le résultat de croisements entre le Barbe local et des chevaux lourds d'origine française. 
En 2021, le Selle algérien n'est pas décrit dans la base de données DAD-IS. Génétiquement, il est apparenté au Barbe ainsi qu'à l'Arabe-Barbe, et très éloigné du Pur-sang. Il pourrait être menacé de consanguinité. Les 18 chevaux étudiés ne présentent aucun allèle privé.

## Diffusion de l'élevage
Il est considéré comme une race autochtone algérienne. Les effectifs sont vraisemblablement bas. 18 chevaux décrits comme appartenant à cette race ont été identifiés à Tiaret, Saïda, Relizane et Sétif, afin d'en permettre la caractérisation génétique.